# 에이브릴 라빈
에이브릴 라모나 라빈(영어: Avril Ramona Lavigne) 또는 아브릴 라모나 라비뉴(프랑스어: Avril Ramona Lavigne, 1984년 9월 27일 ~ )는 캐나다의 싱어송라이터, 배우다. 라빈은 캐나다 온타리오주 벨빌에서 태어났지만, 어린 시절 나피니에서 자랐다. 15살 때, 라빈은 샤니아 트웨인과 함께 무대에 서봤으며, 16살때는 아리스타 레코드와 200만 달러를 받고 두 장의 앨범을 발매하기로 계약을 체결했다. 그리고 2002년, 17살에 Let Go를 발매하며 가수로써 데뷔했다.
Let Go는 영국에서 1위에 오르며 가장 어린나이에 1위에 오른 여자 가수라는 기록을 세웠고, 미국 음반 산업 협회에서 6x 플래티넘 인증을 했다. 이 음반은 2009년까지 세계적으로 1,600만 장의 판매고를 올리고있다. 라빈의 데뷔 싱글 "Complicated" 세계 여러 국가에서 1위를 차지하며 앨범의 성공을 도왔다. 라빈의 두 번째 정규 음반 Under My Skin는 2004년 발매되었고, 미국 빌보드 200에서 처음으로 1위에 올랐다. 이 음반은 세계적으로 1,000만 장을 팔아치웠다. 2007년에는 세 번째 정규 음반 The Best Damn Thing을 발매했고, 영국에서 1위를 했다. 음반의 리드 싱글 "Girlfriend"는 미국 빌보드 핫 100에서 처음으로 1위를 했으며, 여러 나라에서 1위를 했다. 2011년 3월에는 라빈의 네 번째 정규 음반 Goodbye Lullaby를 발매했다. Goodbye Lullaby는 오스트레일리아, 일본에서 1위에 올랐고, 미국에선 최고 4위에 올랐다.
라빈은 음악적 경력 이외에 배우 활동과 패션 디자인, 향수 사업에도 활동하고 있다. 라빈은 2006년 애니메이션 영화 《헷지》에서 성우로 참여했다. 같은 해, 영화 《패스트 푸드 네이션》에 출연하며 배우 데뷔를 했다. 라빈은 2008년 의류 라인 애비던을 개설했다. 2009년에는 첫 향수 블랙 스타를 론칭했다. 이어 2010년에는 두 번째 향수 포비든 로즈를, 2011년에는 세 번째 향수 윌드 로즈를 론칭했다. 2006년 7월, 라빈은 2년간 연애를 해왔던 썸41의 리드 보컬이자 기타리스트 데릭 위블리와 결혼을 했지만, 3년이 지난 2009년에 이혼했다. 2013년 채드 크로거와 결혼을 하였고 2015년에 이혼하였다.
라빈은 지금까지 "Complicated", "Sk8er Boi", "I'm with You", "My Happy Ending", "Girlfriend"와 같은 세계적 넘버원 싱글을 만들어냈다. 라빈은 지금까지 세계적으로 3,000만 장의 음반 판매고를 올리고 있으며, 미국에서 RIAA에 따르면 1,050만 장의 음반 판매고를 올리고 있다.

## 어린 시절
에이브릴 라모나 라빈은 캐나다 온타리오주 벨빌에서 태어났다. 아버지 진-클루드 조셉 라빈은 프랑스어로 4월을 뜻하는 "에이브릴"을 딸의 이름으로 지어줬다. 라빈은 두 살때부터 엄마 주디스-로잰 "주디"(옛 성 로사우)와 함께 교회를 다니며 노래를 부르기 시작했다. 주디는 라빈이 두 살때 교회에서 부른 〈예수 사랑하심은〉을 듣고 딸에게 재능이 있다고 확신했다. 라빈의 형제로는 오빠 매튜와 여동생 미셸이 있다.
5세 때 나파니(Napanee, Ontario, Canada)로 이사를 갔으며 그 곳에서 교회 성가대에 참여, 노래를 부르기 시작했고, 레니 크라비츠의 "Fly Away"란 곡으로 스스로 기타를 배웠다.

## 음악 활동

### 1999–05:Let Go와Under My Skin

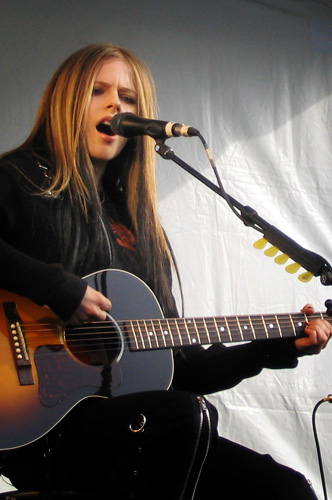
2004년, 캐나다 밴쿠버에서 열린 투어 중 "Live and By Surprise"를 부르고 있다.

1999년 데모테잎 Quinte Spirit을 발매했었고,
스스로 가수가 되겠다는 의지를 가지고 17세에 가수로 데뷔한다. 2002년 6월 4일 미국에서 라빈의 데뷔 앨범 Let Go가 발매되었고, 빌보드 200 2위로 데뷔했다. 이 외에 오스트레일리아, 캐나다, 영국에서는 1위를 했다. 특히, 17살에 영국 음반 차트 1위를 해 가장 어린 나이에 1위에 오른 여자 가수가 되었다. Let Go는 2002년 가장 많이 팔린 여자 가수 앨범 중 하나였는데, 2002년 말까지 미국에서 400만 장 이상을 팔아치워 미국 음반 산업 협회로부터 쿼드러플 플래티넘 인증을 받았다. 캐나다에서는 100만 장을 이상을 판매해 2003년 5월 캐나다 음반 협회로부터 다이아몬드 인증을 받았다. 이 앨범은 현재까지 세계적으로 1,600만 장을 팔아치웠고, 미국에서만 600만 장의 판매고를 기록했다. 이처럼 라빈의 첫 번째 앨범인 Let Go는 전 세계에서 엄청난 히트를 쳤다.
앨범의 리드 싱글 "Complicated"는 2002년 가장 많이 팔린 캐나다 출신 가수의 싱글 중 하나로, 미국 빌보드 핫 100 2위까지 올랐고 오스트레일리아에서는 1위를 했으며, 틴 텔레비전 드라마 《도슨의 청춘일기》에 삽입되었다. "Complicated"는 이후 빌보드 2000―09 10년간 차트에서 83위에 올랐다. 이후의 싱글 "Sk8er Boi"와 "I'm With You"도 핫 100 10위권에 진입했다. 라빈은 이 세 장의 싱글을 통해 데뷔 앨범에서 빌보드 메인스트림 탑 40 차트에 세 번 연속으로 1위에 올린 두 번째 가수가 되었다. 라빈은 "Complicated"로 2002 MTV 비디오 뮤직 어워드에서 최우수 신인 아티스트상을 수상했다.
전 세계의 모든 사람들에게 굉장한 스포트라이트를 받게 되면서 월드스타로 자리잡게 되었다. 하지만 단 한가지의 단점이 있었으니, 바로 라이브 노래 실력이었다. 노래에 비해서 목소리가 너무 많이 가라앉았다는 평을 받곤 했다.
하지만 그녀는 아랑곳하지 않고 다음 앨범을 준비하였다. 휴식을 하지 않고 바로 2집 앨범과 월드 투어를 해야 했다. 2번째 앨범인 Under My Skin이 발매가 되자 역시 히트를 친건 마찬가지였다. 하지만 1집 때보다 비교적 더 어두운 이미지로 모두 그녀를 무섭게 보기도 하였지만 그녀만의 매력이 있어서 모두들 좋아하였다. 그리고 라이브 실력도 점점 더 향상되어 가고 있었다.

### 2006–08:The Best Damn Thing

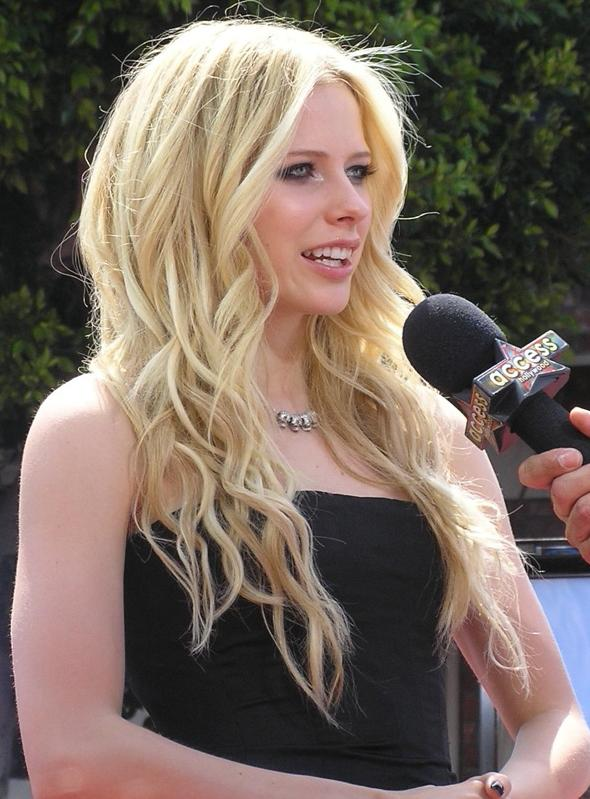
2006년 칸 영화제에서의 라빈.

2006년 2월 26일 라빈은 이탈리아의 토리노 동계 올림픽 폐막식에서 8분 동안 "Who Knows" 공연을 펼쳤다. 폭스 엔터테인먼트 그룹은 라빈이 세 번째 정규 앨범 작업을 하고있던 중, 판타지 어드벤쳐 영화 《에라곤》 사운드트랙을 직접 작곡하도록 시켰다. 그 결과 발라드풍 장르 노래 두 개를 만들었지만, 영화에는 "Keep Holding On" 한 개만 삽입되었다.
라빈의 세 번째 정규 앨범 The Best Damn Thing은 2007년 4월 17일 발매되었고, 동시에 작은 규모의 투어를 돌았다. The Best Damn Thing은 미국에서 289,000만 장을 팔아 빌보드 200 1위로 데뷔했다. 이후 세계적으로는 600만 장 이상을 판매했다. 앨범의 리드 싱글 "Girlfriend"는 The Best Damn Thing이 빌보드 200 1위로 데뷔했던 같은 주간에 빌보드 핫 100 1위에 올랐다. "Girlfriend"는 라빈의 첫 빌보드 핫 100 1위 곡이였다. 이 외에 오스트레일리아, 캐나다, 일본에서는 1위, 영국, 프랑스, 이탈리아 등에서는 2위를 기록하며 세계적인 히트를 쳤다. "Girlfriend"는 일본어, 중국어, 프랑스어, 스페인어, 독일어, 포르투갈어로 녹음되었다. 국제음반산업협회는 7개의 다른 언어 버전을 포함해 세계적으로 730만 장을 팔아치워 2007년 가장 많이 팔린 싱글로 선정했다. "Girlfriend"는 빌보드 핫 100 2000년대 싱글 차트에서 94위에 올랐다. 두 번째 싱글 "When You're Gone"는 영국에서 3위, 오스트레일리아와 이탈리아에서는 5위, 캐나다에서는 10위, 빌보드 핫 100에서는 20위권에 진입했다. 세 번째 싱글은 "Hot"으로, 2007년 10월 발매되었다. 라빈은 2007년동안 1,200만 달러의 수익을 남기며 《포브스》가 선정한 "25세 이하 연소득" 순위 중 8위에 선정되었고, "여자 가수 연소득 순위 20인" 순위에서는 12위에 올랐다.
이러한 성과로 라빈은 그 해 열린 거의 모든 시상식에서 후보로 지명되었고, 월드 뮤직 어워드에서는 월드 베스트셀링 캐나다 아티스트와 월드 베스트 팝/록 여성 아티스트 상을 수상했다. 또한 MTV 비디오 뮤직 어워드와 틴 초이스 어워드에서 수상했다.
그리고 앨범을 내자 2006년 SUM41의 멤버인 "데릭 위블리"와 결혼도 하여 엄청난 화제거리를 만들었다. 그리고 이혼하였다. 또, 2008년 4월달부터 시작된 그녀의 월드투어인 "The Best Damn Tour"가 시작되었고, 아시아 투어도 문제 없었다. 2008년 9월 1일에 한국에서 "The Best Damn Tour In Korea" 내한공연을 펼쳐 최고의 무대를 만들었고 멋진 마무리까지 끝내고 다시 동남아쪽으로 비행기에 몸을 싣고 떠났다. 4번째 내한공연이 되었던 The Best Damn Tour In Korea는 성공적으로 마쳤고, 팬들에게 좋은 공연을 선사해주었다.

### 2009–11:Goodbye Lullaby

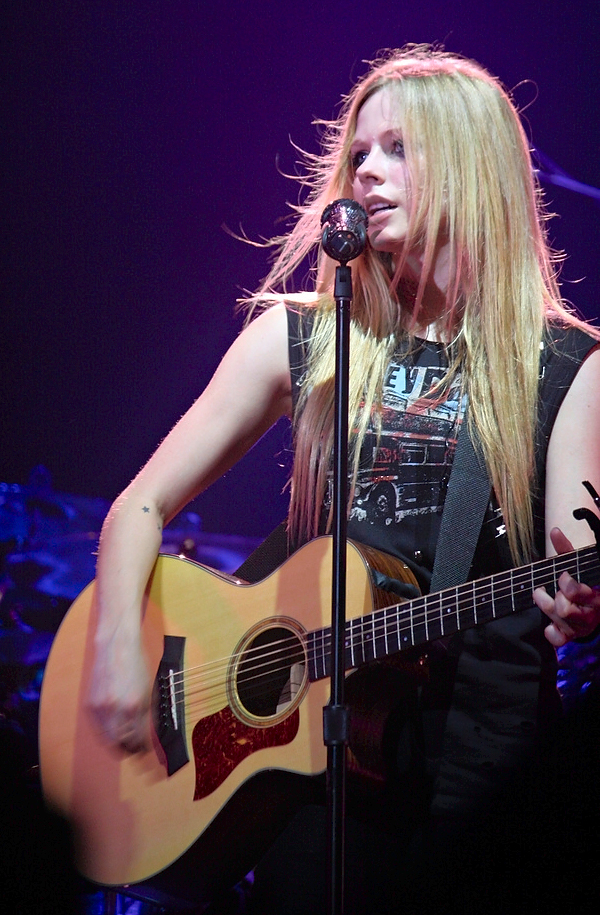
2011년 9월 이탈리아에서 열린 Black Star Tour 중의 라빈.

The Best Damn Tour가 끝나고 한달 뒤인 2008년 11월 라빈은 자신의 집에서 "Black Star"라는 노래를 녹음했고, 똑같은 이름의 향수 런칭도 준비하고 있었다. 2009년 7월 "Fine", "Everybody Hurts", "Darlin"을 포함한 새 앨범에 수록될 9개의 노래를 공개했다. 이 중 몇 개의 노래는 라빈이 어렸을 적 작곡한 노래인데, "Darlin"은 15살때 온타리오 주 나파니에서 살았을 적 썼던 두 번째 노래이다.
라빈은 2010년 1월, 2010년 동계 올림픽 폐회식에 등장해 "My Happy Ending"과 "Girlfriend" 공연을 펼쳤다.
라빈의 네 번째 정규 앨범 Goodbye Lullaby는 2011년 3월 2일 발매되었다. 라빈은 이번 앨범에 대해 "이번 음반에는 지금까지 볼 수 없었던 나의 내면적인 모습이 담겨져 있다. 이번 음반은 내 자신이며, 나의 영혼이다"라고 말했다. 그리고 이어 앨범의 리드 싱글 "What the Hell"을 발매했다. 라빈은 2011년부터 2012년 초까지 4집을 서포트하기 위한 Black Star Tour를 진행했다.

### 2012–현재:Avril Lavigne
2013년 "Here's To Never Growing Up" 싱글앨범을 발매, "Rock N Roll", "Let Me Go"순으로 발매를 하고 5집 Avril Lavigne를 발매하고 나서 "Hello Kitty", "Give You What You Like"를 발매하였다. 2015년 2월 12일 에이브릴라빈의 5집 정규 앨범 수록곡 중 "Give You What You Like"의 뮤직비디오가 공개되었다. "Give You What You Like"은 드라마 Babysitter's Black Book의 OST로 사용되었다. 피플 매거진 2015년 4월호에서 에이브릴 라빈은 자신은 라임병에 걸렸다, 하지만 자신의 어머니와 남편이 간병을 해줘서 병은 80% 호전되었다고 말했다. 2015년 4월 16일날 스페셜 올림픽을 지지하는 곡 "Fly"음원을 공개하였고 다음날인 2015년 4월 17일, 자신의 VEVO 유튜브 채널에 업로드했다. 추후 크리스마스 앨범을 릴리즈 할 예정이였다고 했으나, 크리스마스 앨범 작업은 취소가 되었다. 라임병으로 인하여 6집 앨범은 2016년부터 작업을 할 예정이라고 하였다.

## 연기 활동
라빈은 또한 연기에도 관심을 가지고 있었다. 특히, 2009년 1월 29일엔 그녀가 나오는 영화 '트랩(The Flock)'이 한국에서 개봉되었다. 그녀의 연기력을 볼 수 있는 영화이기도 하다.리처드 기어의 제안으로 출연한 그녀는 스크린 데뷔로 인하여 모두에게 또 다시 이슈의 인물로 뜨고 있다. 잘만 된다면, 이 영화가 첫 헐리웃 진출의 발판이 아닐까라는 기대도 가지고 있다. 트랩에서는 "비아트리스 벨"이라는 이름의 작은 배역으로 등장하지만 영화의 마지막 결말 부분과 연결되는 중요한 열쇠를 쥔 인물로 나온다.
또한, 한 인터뷰에서 《트랩》 출연은 아주 특별한 경험이었고 즐거운 일이었다. 언제든지 기회가 된다면 연기는 꼭 다시 해보고 싶다”며 연기에 대한 꿈을 드러냈다. 특별히 연기 교육을 받은 적은 없지만 트랩의 리처드 기어에게 연기에 관한 많은 이야기를 들으며 연기관을 세웠다고 한다.

## 사생활
2007년 7월 라빈은 데릭 위블리와 결혼식을 올렸다. 그러나, 라빈은 2009년 9월 17일자로 그녀는 전격 이혼발표를 하였다. 미국의 피플 닷컴에서는 "지난 수개월 동안 불화설이 나돌던 에이브릴과 데릭 부부가 17일(현지 시간) 전격 이혼발표를 했다"고 보도했다. 또한 라빈은 자신의 홈페이지를 통해 "데릭과 나는 6년반동안 함께 지내왔다. 우리는 내가 17세 때부터 친구였고 19세 때 데이트를 시작해 21살에 난 결혼했다"며 "그와 함께 한 시간에 감사하고, 우리는 이제부터 친구로 남기로 했다"고 밝혔다. 그녀는 또한 "나는 데릭을 존경하며, 그는 내가 아는 한 최고의 남자이고 사랑한 남자"라고 덧붙였다. 하지만, 그녀의 진짜 이혼한 이유는 바로 나이 때문이었다. 그녀의 나이 불과 21세에 결혼을 하였기 때문이었다. 라빈의 한 측근은 "라빈이 너무 어릴 때 결혼을 했기 때문이다"며 "라빈은 그녀만의 인생이 필요했을 것이다"고 귀띔했다. 2014년 10월부터 건강상의 문제로 잠적했고, 2015년 2월 12일에 뮤직비디오 "Give You What You Like"으로 컴백했다. 현재 그녀는 외부 활동을 거의 하지 않고 있다. 그녀는 라임병에 걸렸으며 지금은 완쾌했다.(투병생활동안 힘들었다고 하였다.) 2015년 9월 2일 두번째 남편 채드 크로거와 정식 이혼했다.

## 앨범 목록
정규 앨범
- Let Go (2002년)
- Under My Skin (2004년)
- The Best Damn Thing (2007년)
- Goodbye Lullaby (2011년)
- Avril Lavigne (2013년)
- Head Above Water (2019년)
- Love Sux (2022년)

## 투어
- 2002–03: Try to Shut Me Up Tour
- 2004–05: Bonez Tour
- 2008: The Best Damn Tour
- 2011–12: Black Star Tour
- 2013-14: The Avril Lavigne Tour

## 출연 작품
| 연도 | 제목                           | 역할          | 비고                      |
| ---- | ------------------------------ | ------------- | ------------------------- |
| 2002 | 《사브리나, 더 틴에이지 위치》 | 자신          | "Sk8er Boi" 공연 카메오   |
| 2004 | 《고잉 더 디스턴스》           | 자신          | "Losing Grip" 공연 카메오 |
| 2006 | 《패스트푸드 네이션》          | 앨리스        | 고등학생 환경운동가       |
| 2006 | 《헷지》                       | 헤더          | 목소리 더빙               |
| 2007 | 《트랩》                       | 베아트리스 벨 |                           |

| 연도 | 제목                | 역할 | 비고                        |
| ---- | ------------------- | ---- | --------------------------- |
| 2010 | 《아메리칸 아이돌》 | 자신 | 게스트 심사위원 (L.A. 예선) |
| 2011 | Majors & Minors     | 자신 | 게스트 멘토                 |

## 같이 보기
- 대중음악의 별명 목록